# Torricella del Pizzo ex Parmigiano
Torricella del Pizzo ex Parmigiano era un territorio si frapponeva fra il centro storico del comune cremonese di Torricella del Pizzo e il corso moderno del Po.

## Storia
La forza degli affluenti alpini del Po ha spostato più a sud in vari punti l’alveo del fiume nel corso dei secoli. Tra il Rinascimento e l’Illuminismo, queste modifiche naturali non ebbero conseguenze politiche, e molte strisce di terra del Ducato di Parma si ritrovarono a nord del Po. Fu con  Napoleone che i confini furono rettificati, e nella zona di Torricella del Pizzo una speciale dispensa portò a configurare separatamente l’ex territorio parmigiano ai fini censuari, con confini ufficialmente definiti.